# Saponina
Saponina és el nom genèric de glucòsids vegetals capaces d'alterar la permeabilitat de les membranes cel·lulars, la qual cosa fa que la majoria siguin tòxiques, per l'efecte detergent. Són químicament relacionades amb els esterols, i generalment incolores i amorfes.
Es troben en la regalèssia, la sabonera o el romaní, entre d'altres. N'hi ha de dos tipus: 
- Triterpèniques: solen ser principis actius amb efecte expectorant.
- Esteroidals: amb una forta acció hormonal (diürètics…).

S'utilitzen en la lluita bioquímica contra el cargol poma tacat que infecta els arrossars i contra altres espècies invasores del gènere Pomacea, per la seva ràpida biodegradabilitat.